# DCTgarden IKEDA
DCTgarden IKEDA（ディーシーティーガーデン イケダ）は、北海道中川郡池田町にあるDREAMS COME TRUE・吉田美和に関する施設。

## 概要
DREAMS COME TRUE（通称ドリカム）の吉田美和が、以前から故郷である北海道池田町に貢献したいという想いを持っていたこと、池田町ブドウ・ブドウ酒研究所（通称ワイン城）のリニューアルに伴い閉店した「物産の館」の施設活用をドリカム側に要望していたことが互いに一致して誕生した。池田町全面協力、DREAMS COME TRUEプロデュースのもと、ドリカムや吉田美和に関するアーカイブ（資料）を保管・展示しているほか、DCTgarden IKEDA限定のオリジナルグッズなどを販売している（会員限定サイト「DCTSTORE」で購入可能）。

## 利用案内
- 開館時間：10:00 - 16:00
- 休館日：火曜日、年末年始
- 観覧料：無料
- 館内撮影不可

## 施設
衣装展示
- ドリカムのコンサートで着用した吉田美和の衣装を展示している。

吉田美和の詩に隠された原風景を旅する
- 歌誌の中に隠れている北海道の原風景を吉田美和の解説付きで紹介している。

吉田美和セレクトライブラリー
- 吉田美和お気に入りの書籍を本人セレクトで置いている。

ホームシアタースペース
- 実際に吉田美和が使用していたソファに座りながらドリカムの映像を見ることができるスペース。

## アクセス・駐車場
- 北海道旅客鉄道（JR北海道）池田駅から徒歩約10分
- 帯広空港（とかち帯広空港）から車で約50分
- 釧路から車で約2時間
- 千歳から車で約2時間20分（道東道利用）
- 札幌から車で約2時間50分（道央道・道東道利用）
- 駐車場あり